# Luka Vušković
Luka Vušković (Split, 24 februari 2007) is een Kroatisch voetballer die bij voorkeur als centrale verdediger speelt. Hij wordt door Hajduk Split uitgeleend aan KVC Westerlo.
In de zomer van 2025 zal hij overgaan naar Tottenham Hotspur.

## Clubcarrière
Vušković komt uit de jeugdacademie van Hajduk Split. Op 26 februari 2023, twee dagen na zijn zestiende verjaardag, debuteerde hij in de derby tegen Dinamo Zagreb. Op 25 september 2023 bereikte de verdediger een overeenkomst met Tottenham Hotspur, waar hij vanaf 2025 voor zal uitkomen. In januari 2024 werd hij uitgeleend aan het Poolse Radomiak Radom. Tijdens het seizoen 2024/25 wordt de Kroaat uitgeleend aan KVC Westerlo.